# Por ella soy Eva
Por ella soy Eva es una telenovela mexicana, producida por Rosy Ocampo para Televisa entre el 20 de febrero y el 7 de octubre de 2012. Es adaptación de la telenovela colombiana En los tacones de Eva, adaptada por Pedro Armando Rodríguez, Alejandra Romero Meza y Humberto Robles de León.
Está protagonizada por Lucero y Jaime Camil junto con Nicolás Caballero como el protagonista infantil, con las participaciones antagónicas de Marcelo Córdoba, Mariana Seoane y Luis Manuel Ávila con las actuaciones estelares de Helena Rojo, Patricia Navidad, Leticia Perdigón, Jesús Ochoa, Manuel Ojeda, Carlos Bracho, Tiaré Scanda, Dalilah Polanco, Carlos de la Mota y Pablo Valentín.
Las grabaciones concluyeron el 12 de julio de 2012.

## Sinopsis
Narra la historia de Helena Moreno, una madre soltera cuya única prioridad en la vida es sacar adelante a su hijo "Lalito". Parece llevar una vida tranquila aunque su padre, don Eduardo cree que no educa correctamente a su hijo. Pero en su vida también habrá quienes la ayuden, su madre doña Silvia y su amiga la irreverente Lucía.
Juan Carlos Caballero Mistral es un alto ejecutivo de la empresa turística "Grupo Imperio", líder en su ramo que está por firmar un contrato con el empresario Richard Fairbanks, pero esto se ve frustrado por un desliz que Juan tuvo con la prometida de Fairbanks, Camila, esto hace que todo se venga abajo.
Ante esta situación, Plutarco, Adriano y Rebeca presionan a Juan para que desarrolle un proyecto que compense la pérdida ocasionada. Casualmente Helena está desarrollando un proyecto ecoturístico en Playa Majahua, Guerrero y ella pretende llevarlo a cabo teniendo un convenio con Juan Carlos, sin saber como él influiría en su vida.
Helena pide una cita con Juan Carlos pero no se le concede por el problema de la pérdida del convenio, entonces deja en "Grupo Imperio" el desarrollo de su proyecto para que Juan Carlos lo revise posteriormente, pero él lo arroja a la basura sin imaginarse que podría ser su salvación.
Helena trabaja en un hotel, filial de "Grupo Imperio", pero es víctima de un recorte de personal que en su mayoría perjudicó a las mujeres, esto hizo que ella junto a otras compañeras fueran a protestar exigiendo hablar personalmente con Juan Carlos pero él se niega a salir y es Plutarco el quien da la cara esto confunde a Helena y le hace creer que él es Juan Carlos.
Lucía y Helena abren una agencia de viajes para autoemplearse y a principio les va muy bien hasta que Juan Carlos llega haciéndose pasar por "Juan Perón", un carismático argentino que pide los servicios de la agencia pero en realidad busca información sobre su proyecto pues al descubrir que hizo mal al arrojarlo a la basura, quiere seducir a Helena para quitarle el proyecto ya que él es un mujeriego y cree que ninguna mujer está a salvo de él, pero se da cuenta de que Helena no es cualquier mujer, sino que es alguien que lucha todos los días contra el machismo y los prejuicios sociales que persisten hasta la actualidad.
Plutarco y Rebeca planean hacer un desfalco millonario en la empresa y Juan Carlos será quien resultará implicando, lo hacen de manera sigilosa, sin que nadie sospeche nada.
Plutarco está casado con Antonia, hermana de Adriano que es el dueño de Grupo Imperio, ella es una mujer que vive acomplejada por su sobrepeso y quien no tiene vida marital con Plutarco ya que el solo se casó con ella por interés.
Helena y Juan pronto empiezan una relación (aunque él le oculta que es Juan Carlos Caballero), lo presenta ante sus padres, ante su hijo y al parecer a todos les agrada, excepto a don Eduardo quien le advierte de sus intenciones a su hija.
Ella pronto descubrirá que Juan Carlos le mintió, descifrará que él fue quien ocasionó su desempleo, que no es argentino y lo peor: que es un hombre que seduce mujeres como pasatiempo.
Paralelo a esto se descubre el desfalco, Adriano se siente traicionado y Plutarco no pierde el tiempo y lo denuncia, la policía va tras él pero se fuga y sufre un aparatoso accidente donde todos creerán que había muerto, pero en realidad sobrevivió y salió del coche destrozado por la caída, un ladrón se mete al auto para robar lo poco que se pueda rescatar. En ese momento explota y el cuerpo queda completamente calcinado. Todos creerán que Juan Carlos Caballero murió en ese accidente. 
Unas personas lo encuentran y lo ayudan a recuperarse sin saber que era un fugitivo, cuando se recupera regresa a la Ciudad de México a enfrentarse con su realidad, se disfraza de muchas formas pero él piensa que lo descubrirán, en una ocasión vio a Helena llorando en la supuesta tumba de Juan Carlos pero ella dijo odiarlo cuando sus amantes llegaron a llorarle.
En medio de su fuga conoce a Mimí de la Rose, un estilista dueña de una pensión quien será la que le ayude a ocultarse y también a vestirse de mujer haciéndose pasar por Eva María, prima de Mimí y al regresar a Grupo Imperio en busca de los verdaderos culpables del fraude se reencuentra con Helena, quien trabajó con el proyecto ecoturístico que supuestamente Juan Carlos le quitó (en realidad fue Plutarco).
Eva María comprenderá a las mujeres, le ayudará a Antonia a mejorar su imagen y su autoestima, a Marcela contra el machismo de su marido, a doña Silvia contra los problemas de su matrimonio, a su madre la actriz Eugenia Mistral quien padece una enfermedad mental y además sufre la infidelidad de su marido don Modesto Caballero este tiene otra familia con Carmen y sus dos hijos: Luis Renato y Claudia, él es homosexual y se gana el repudio de sus padres y viceversa, mientras que Carmen sufre de un cáncer terminal.  
Adriano se enamora de Eva y todos los motivan a casarse, aunque "ella" no quiera, Juan Carlos le revela a Eugenia y a Helena que está vivo y les pide ayuda para solucionar su situación, Helena poco a poco va creyendo en él nuevamente, sin decirle que él es Eva quien se convierte en una de sus mejores amigas. Rebeca todo el tiempo humilló a Helena por ser madre soltera y ella termina embarazada de Onésimo un cómplice de Plutarco que la chantajeó a cambio de darle el dinero producto del fraude.
Plutarco descubre que Eva es Juan Carlos y el día de la boda de Adriano y Eva dejó a todos atónitos al quitarse el disfraz, incluyendo a Helena. Se descubre la verdad sobre el desfalco y Plutarco también intenta huir pero se accidenta y se quema quedando completamente desfigurado. Al aclarar todo el asunto, Juan Carlos y Helena por fin pueden vivir libremente su amor. 
En el final, se ve a Eva quejándose del beso de Helena y Juan Carlos como un beso de telenovela, que ese no es el final de la telenovela, sino de Eva y quién dice a todas las mujeres lo hermosas que son quien se despide y se retira del lugar.

## Reparto
- Jaime Camil - Juan Carlos Caballero Mistral / Eva María León Jaramillo Vda. de Zuloaga
- Lucero - Helena Moreno Romero de Caballero
- Helena Rojo - Eugenia Mistral de Caballero
- Patricia Navidad - Mimí De la Rosa “De la Rose“ / Emeteria Jaramillo
- Marcelo Córdoba - Plutarco Ramos Arrieta
- Mariana Seoane - Rebeca Oropeza
- Leticia Perdigón - Silvia Romero Ruiz de Moreno
- Manuel Ojeda - Eduardo Moreno Landeros
- Carlos Bracho - Modesto Caballero
- Jesús Ochoa - Adriano Reyes Mendieta
- Carlos de la Mota - Santiago Escudero
- Ferdinando Valencia - Renato Camargo / Renato Caballero Camargo
- Pablo Valentín - Fernando Contreras
- Tiaré Scanda - Marcela Noriega de Contreras
- Manuela Imaz - Patricia Lorca
- Ilse Zamarripa - Claudia Camargo / Claudia Caballero Camargo
- Luis Manuel Ávila - Onésimo Garza Torres
- Gabriela Zamora - Angélica Ortega
- Christina Pastor - Antonia Reyes Mendieta de Ramos
- Dalilah Polanco - Lucía Zárate
- Fabiola Guajardo - Paola Legarreta
- Geraldine Galván - Jennifer Contreras Noriega
- Daniel Díaz de León - Kevin Contreras Noriega
- Nicolás Caballero - Eduardo “Lalito” Moreno
- Priscila Avellaneda - Verónica "Vero"
- Ivonne Garza - Cindy
- Marisol Castillo - Jaqueline
- Paloma Arredondo - Lidia
- Eduardo Santamarina - Diego Fonticoda
- Otto Sirgo - Jesús Legarreta
- Martha Julia - Samantha
- Latin Lover - Maximiliano Montes
- Enrique Montaño - Daniel Merino
- Polo Morín - Exnovio de Jennifer
- Arturo Carmona - Mario
- Luis Bayardo - Dr. Pedro Jiménez
- Roberto Ballesteros - Lic. Raúl Mendoza
- María Isabel Benet - Carmen Camargo
- Susana Zabaleta - La verdadera Eva María León Jaramillo Vda. de Zuloaga / Yadira Rivers
- Carlos Balart - Renato “El Stripper”
- Laura Carmine - Camila de Fairbanks
- Héctor Ortega - Richard Fairbanks
- Diana Golden - Asistente de Diego Fonticoda
- Polly - Sra. De Lorca
- Alessandra Rosaldo - Amante de Juan Carlos
- Carla Cardona - Amante de Juan Carlos
- Lourdes Munguía - Amante de Juan Carlos
- Cynthia Klitbo - Amante de Juan Carlos
- Andrea Torre - Amante de Juan Carlos
- Julio Bracho - Dagoberto Preciado
- Maxine Woodside - Ella misma
- Isabel Martínez "La Tarabilla" - La Tabula
- Adrián Uribe - Isidro “Chilo” Chávez
- Arsenio Campos - Padre de Santiago
- Mario Discua - Licenciado Guizar
- Marcela Páez - Recepcionista de servicio de televisión por cable
- Andrea Legarreta - Ella misma
- Mía Legarreta - Ella misma
- Nina Legarreta - Ella misma

## DVD
El Grupo Televisa lanza a la venta en formato DVD sus novelas.

## Premios y nominaciones

### Premios People en Español
| Año  | Categoría               | Nominado(a)        | Resultado |
| ---- | ----------------------- | ------------------ | --------- |
| 2012 | Mejor telenovela        | Mejor telenovela   | Nominada  |
| 2012 | Mejor actriz            | Lucero             | Ganadora  |
| 2012 | Mejor actor             | Jaime Camil        | Nominado  |
| 2012 | Mejor actriz secundaria | Patricia Navidad   | Nominada  |
| 2012 | Mejor actor secundario  | Carlos de la Mota  | Ganador   |
| 2012 | Mejor villano           | Marcelo Córdoba    | Nominado  |
| 2012 | Mejor villana           | Mariana Seoane     | Nominada  |
| 2012 | Mejor pareja del año    | Lucero Jaime Camil | Nominados |

### TV Adicto Golden Awards
| Año  | Categoría                    | Nominado(a) | Resultado |
| ---- | ---------------------------- | ----------- | --------- |
| 2012 | Mejor estrella internacional | Lucero      | Ganadora  |
| 2012 | Protagonista masculino       | Jaime Camil | Ganador   |
| 2012 | Mejor personaje masculino    | Jaime Camil | Ganador   |
| 2012 | Mejor telenovela de televisa | Rosy Ocampo | Ganadora  |

### Premios TVyNovelas 2013
| Categoría                  | Nominado(a)                                      | Resultado |
| -------------------------- | ------------------------------------------------ | --------- |
| Mejor telenovela           | Rosy Ocampo                                      | Ganadora  |
| Mejor actriz protagónica   | Lucero                                           | Nominada  |
| Mejor actor protagónico    | Jaime Camil                                      | Nominado  |
| Mejor actriz antagónica    | Mariana Seoane                                   | Nominada  |
| Mejor actor antagónico     | Marcelo Córdoba                                  | Ganador   |
| Mejor actor juvenil        | Ferdinando Valencia                              | Ganador   |
| Mejor actriz coestelar     | Patricia Navidad                                 | Ganadora  |
| Mejor actor coestelar      | Jesús Ochoa                                      | Ganador   |
| Mejor primera actriz       | Helena Rojo                                      | Nominada  |
| Mejor primer actor         | Manuel Ojeda                                     | Nominado  |
| Mejor actriz de reparto    | Tiaré Scanda                                     | Nominada  |
| Mejor actor de reparto     | Pablo Valentín                                   | Nominado  |
| Mejor guion o adaptación   | Pedro Rodríguez Alejandra Romero Humberto Robles | Ganadores |
| Mejor dirección de cámaras | Benjamín Cann Rodrigo Zaunbos                    | Ganadores |

### Premios ASCAP 2014
| Año  | Premio        | Categoría  | Nominado(a)                  | Resultado |
| ---- | ------------- | ---------- | ---------------------------- | --------- |
| 2014 | Premios ASCAP | Televisión | Por ella soy eva Jaime Camil | Ganador   |

## Versiones
- Por ella soy Eva es una adaptación de En los tacones de Eva, telenovela colombiana de 2006; producción de RCN Televisión, protagonizada por Jorge Enrique Abello y Mónica Lopera.